# Tinto Vallis
La Tinto Vallis è una struttura geologica della superficie di Marte.